# Філіпчук Григорій Миколайович
Філіпчук Григорій Миколайович (*30 березня 1936, с. Тучапи, Снятинський район, Івано-Франківська область — † 2006, Київ) — український перекладач з французької та іспанської мов. Член Національної спілки письменників України.

## Біографія
Народився 30 березня 1936 року в селі Тучапи (зараз — Снятинського району Івано-Франківської області). У 1961—1966 роках навчався у Київському інституті іноземних мов, закінчив з дипломом викладача іспанської та французької мов.
У 1963—1968 роках працював кореспондентом газети «Молодь України», у 1968—1973 роках був завідувачем міжнародного відділу цієї газети. У 1973 році перейшов на роботу в журнал іноземної літератури Всесвіт, де до 1985 року працював редактором відділу. З вересня 1986 року — відповідальний секретар журналу Всесвіт, віце-призидент видавничого дому «Всесвіт».
Переклав українською з французької та іспанської мов понад 30 романів та повістей, а також цілу низку творів з філософії, соціології, історії.

## Нагороди
- 1985 — нагороджений орденом «Знак пошани».

## Премії
- 2002 — здобув перекладацьку премію імені Макима Рильського «за високохудожні переклади з французької та іспанської творів Оноре де Бальзака, Андре Мальро, Робера Мерля, Фернана Броделя, Аугусто Роа Бастоса, Хорхе Ісаакса та інших».
- 2004 — отримав премію Григорія Сковороди за переклад книги Жоржа Дюбі «Доба соборів. Мистецтво та суспільство 980—1420 рр.».
- 2005 — відзначений премією Ars Translationis за переклад роману Альбера Камю «Щаслива смерть».

## Вибрані переклади
- Робер Мерль. Тварина, обдарована розумом: Роман. — К.: Радянський письменник, 1971. — 332 с.
- Робер Мерль. Мальвіль: Роман. — К.: Радянський письменник, 1975. — 408 с.
- Франсіс Карсак. Гори Долі / Колиска на орбіті: Оповідання. — К.: Веселка, 1983. — 368 с. — (Пригоди. Фантастика).
- Ґабріель Марке, Смерть директора / «Всесвіт», № 5, 1984.
- Агустін Гомес Асос. Ана-ніщо, пер. з французької Г. Філіпчука, — Київ: видавництво «Дніпро», 1986.
- Андре Мальро. Надія: Роман. — Київ: «Молодь», 1986.
- Ален-Фурньє. Великий Мольн. — Київ: Веселка, 1988.
- Робер Мерль. Чоловіки під охороною. — Київ: Бібліотека «Всесвіту», 1989.
- Оноре де Бальзак, Серафіта. — Київ: 1990.
- Режін Дефорж. Анна Київська. — Київ: Всесвіт, 1991.
- Анрі Шарр'єр. Метелик; Пер. з фр. Г. Філіпчук . — К.: Радянський письменник, 1991. 498 с. ISBN 5-333-01028-5
- Жан-Поль Сартр. Мухи / Французька п'єса XX століття. Театральний авангард. Харків: Фоліо, 1991.
- Жан Фуке. У чому ж таємниця? / Бібліотека журналу «Всесвіт», 1992.
- Фернан Бродель. Матеріальна цивілізація, економіка і капіталізм, XV—XVIII ст. / Пер. з фр. Г. Філіпчук. — К. : Основи.
  - Т. 1 : Структура повсякденності: можливе і неможливе. — К. :, 1995.
  - Т. 2 : Ігри обміну, 1997. — 585 с. — ISBN 966-500-215-5
  - Т. 3 : Час світу, 1998. — 631 с. — ISBN 966-500-045-4
- Ґійом Аполлінер. Гаррі, я не винна! / Журнал «Всесвіт» № 8-9, 1997.
- Алексіс де Токвіль. Давній порядок і революція; Пер. з фр. Г. Філіпчук . — К. : Юніверс, 2000. — 224 с.
- Реймон Арон. Мир і війна між націями / Пер. з фр. Віктор Шовкун, Зоя Борисюк та Григорій Філіпчук. — К. : Юніверс, 2000. — 688 с.
- Еміль Дюркгайм. (1858—1917). Первісні форми релігійного життя: тотемна система в Австралії = Les formes elementaires de la vie religievse: Le systeme totemique en Australie / Е. Дюркгайм; Пер. з фр. Г. Філіпчук, З. Борисюк. — Київ: Юніверс, 2002. — 424 с.; іл. — ISBN 966-7305-58-9
- Жорж  Дюбі. Доба соборів. Мистецтво та суспільство 980—1420 років / Пер. с фр. Г. Філіпчук, З. Борисюк. — К. : Юніверс, 2003. — 320с. + 16 арк. дод. — ISBN 966-7305-91-0
- Реймон Арон. Етапи розвитку соціологічної думки / Пер. з фр. Г. Філіпчук. — Київ: Юніверс, 2004. — 688 с. — ISBN 966-8118-02-2 (в палітур.).
- Реймон Арон. Опій інтелектуалів / Пер. з фр. Г. Філіпчук. — К. : Юніверс, 2006. — 271 с. — ISBN 966-81-18-39-1
- Альбер Камю. Щаслива смерть: Переклад Г. Філіпчука. Перша людина: Переклад О. Жупанського. — Київ: Юніверс, 2006.